# 獨角獸山
獨角獸山（英語：Mount Unicorn），是南極洲的山峰，位於帕爾默地，處於內斯山西北面11公里，屬於巴特比山脈的一部分，由英國南極名稱諮詢委員會命名，現時由南極條約體系管理。